# Tenoreova kuskuta
Tenoreova kuskuta (Tenoreova vilinkosa; lat. Cuscuta planiflora), biljna vrsta iz roda viline kose (Cuscuta), porodica slakovke (Convolvulaceae), rasprostranjena po Mediteranu i na istok do južne i jugozapadne Azije, te u nekim dijelovima Afrike, a uvezena je u i Sjevernu Ameriku i Australiju.

## Podvrste
- Cuscuta planiflora var. algeriana Yunck.
- Cuscuta planiflora var. ambigua (Trab.) Yunck.
- Cuscuta planiflora var. globularis Balf.f.
- Cuscuta planiflora var. godronii (Des Moul.) Rouy
- Cuscuta planiflora var. holstii Baker & Rendle
- Cuscuta planiflora var. madagascariensis (Yunck.) Verdc.
- Cuscuta planiflora var. papillosa Engelm.
- Cuscuta planiflora var. planiflora
- Cuscuta planiflora var. sicula (Tineo ex Engelm.) Trab. ex Yunck.

## Sinonimi
- Cuscuta planiflora var. tenorei Engelm.